# Warszkajty
Warszkajty [pronunciación en polaco: /varʂˈkai̯tɨ/] (en alemán: Warschkeiten) es un antiguo pueblo en el distrito administrativo de Gmina Górowo Iławeckie, dentro del Distrito de Bartoszyce, Voivodato de Varmia y Masuria, en el norte de Polonia, directamente en la frontera con el Óblast de Kaliningrado en Rusia. Se encuentra aproximadamente 15 kilómetros al noreste de Górowo Iławeckie, 17 kilómetros al noroeste de Bartoszyce, y 65 kilómetros al norte de la capital regional, Olsztyn.
Hasta 1945 el área era parte de Alemania (Prusia Oriental).

## Población
- 1933: 286 habitantes.
- 1939: 321 habitantes.[2]